# 拉科·罗桑丹贝昂秀
拉科·罗桑丹贝昂秀（藏語：བལོ་བཟང་བསྟན་པའི་དབང་ཕྱུག，威利转写：blo bzang bstan pa'i dbang phyug；？—）藏族，籍贯不详，第十七世拉科活佛。

## 生平
原俗名“拉夫旦”。1996年农历九月二十二日坐床。坐床时，因为推算不慎，被称为第十四世拉科活佛，实际上他应该是第十七世拉科活佛。坐床仪式在塔尔寺文殊菩萨殿（俗称九间殿）前举行。过去，塔尔寺转世灵童坐床仪式都在本活佛院的佛堂中举行。从1990年代开始，在塔尔寺寺主、民管会主任阿嘉·洛桑图旦·久美嘉措活佛的倡导下，转世灵童的佛位不论高低，一律由塔尔寺民管会主持在文殊菩萨殿前举行坐床典礼，十二世赛赤活佛、十五世嘉雅活佛、十七世拉科活佛的坐床仪式都在此举行。
2008年1月30日至2月5日，塔尔寺举办祈福迎新法会，由拉科活佛主法，塔尔寺全部经院的僧众参加。2012年2月6日（农历正月十五日），正值塔尔寺酥油花展即将举行，当天上午，中共青海省委书记、青海省人大常委会主任强卫等人来到塔尔寺检查酥油花制作和布展情况，塔尔寺民管会主任宗康活佛、民管会副主任赛赤活佛、拉科活佛、坚赞昂旦以及僧人代表嘉样分别介绍了塔尔寺各方面情况。
2012年，湟中县在塔尔寺民管会组织“年轻活佛培养教育管理工作研讨会”，塔尔寺民管会副主任拉科活佛、罗藏昂秀、罗藏官却、尖参藏吾，民管会委员、大僧官托买，嘉雅活佛、安嘉斯活佛、帕玉活佛、却西活佛、尼隆活佛等五位年轻活佛的管家参加会议。